# All About You (canción de The Rolling Stones)
«All About You» —en español: «Todo de ti»— es una canción de la banda inglesa de rock The Rolling Stones presentada como la canción final de su álbum Emotional Rescue de 1980. Es cantada por el guitarrista Keith Richards.

## Historia
Si bien los créditos de la canción presentan a Mick Jagger y Keith Richards, «All About You» es únicamente trabajo de Richards. La canción es una lenta balada agridulce, interpretada como el comentario final del romance entre Anita Pallenberg y Keith Richards, que comenzó en 1967 y terminó en 1979, cuando Richards conoció a su futura esposa la modelo Patti Hansen. 
La letra y el canto de Richards expresan sentimientos mezclados de apego y repugnancia; Sin embargo, la canción también puede ser interpretada como una temprana señal de la fractura en la relación entre Richards y Jagger, los líderes de la banda. Richards se había "limpiado" después de sus problemas con la heroína en Toronto en 1977 y quería tomar más responsabilidades en la banda. Jagger, como cantante principal y hombre de negocios, habían mantenido a la banda rodando durante el peor período de excesos de Richards en los años 70, y en varias entrevistas, Richards declaró que de inmediato encontró resistencia de Jagger en cuanto a su nuevo interés en tomar parte de la carga.
Richards dijo en 2002: "Pasé por una situación muy dura con Mick a principios de los años 80, así que de ahí obtienes algunas canciones como «All About You», por nombrar una. Hay más en algunos de los discos de Expensive Winos". 
El saxofonista Bobby Keys dijo de la canción: "Tenía un poco de entrada sentimental allí sobre sus sentimientos por Mick en ese momento. Solo escucha las letras". En la canción, Richards se lamenta de una relación y la describe en tono severo.
Sobre la composición Richards dijo: "Esa canción estuvo dando vueltas por tres años. Después de investigar para asegurarse de que no fue otra persona quien la escribió, finalmente decidí que debía haber sido yo".
La grabación tuvo lugar entre los meses de enero y febrero de 1979 durante las primeras grabaciones de Emotional Rescue. Un signo de su cercanía a la canción, Richards toca el bajo, el piano, la guitarra eléctrica y los coros junto con Ronnie Wood. Keys interpreta el distintivo saxofón de la canción y Charlie Watts toca la batería.
«All About You» fue interpretado por Richards durante el Bridges to Babylon Tour entre 1997-1998 y el No Security Tour de 1999.

## Personal
Acreditados:
- Keith Richards: voz, guitarra eléctrica, piano, bajo.
- Ron Wood:  guitarra eléctrica.
- Charlie Watts: batería.
- Bobby Keys: saxofón.